# Namco
K.K. NAMCO (jap. 株式会社ナムコ, Kabushiki-gaisha Namuko, von Nakamura Amusement Machine Manufacturing Company) ist ein japanisches Unterhaltungsunternehmen, das als Entwickler von Videospielen bekannt geworden ist. Zu den bekanntesten Spielen gehören „Pac-Man“, die „Tekken“-, „Soul Calibur“-/„Soul Blade“- und die „Ridge Racer“-Reihe.
Am 31. März 2006 wurden von dem alten Namco, dessen Rechtsnachfolger heute Bandai Namco Holdings ist, die Geschäftsbereiche Amusement und Shinki Kaihatsu Jigyō (新規開発事業部門, dt. etwa: „Entwicklung neuartiger Geschäftsfelder“) in ein neues Unternehmen ausgegliedert, das den Namen Namco übernahm.

## Geschichte

### „Altes“ Namco (1955–2005)
Masaya Nakamura gründete das Unternehmen 1955 in Tokio als Nakamura Manufacturing Ltd. Man begann mit der Produktion mechanischer Rodeo-Pferde und ähnlicher Kinder-Reit- und Fahr-Automaten, die in einigen Einkaufszentren in Yokohama und Nihonbashi installiert wurden. Man folgte dieser Produktionslinie über die 1960er und expandierte 1966, indem man nun auch Geräte in Form von Walt-Disney-Charakteren herstellte.
Der Firmenname wurde 1972 in Namco umgeändert, und 1974 erwarb man die japanische Division von Atari und stieg so in das Geschäft der münzbasierenden Videospielautomaten ein. Namco Enterprises Asia Ltd. wurde in Hongkong gegründet, bald gefolgt von Namco America, Inc. in Kalifornien. 1980 erschien eines von Namcos bekanntesten Automatenspielen, Pac-Man. Als Nintendo mit der Produktion der Famicom-Heimkonsole begann, startete Namco mit der Entwicklung von Spielen dafür, beginnend mit Galaxian, welches 1979 in Spielhallen vorgestellt worden war.
Im Jahre 1981 erschien das Weltraumspiel Galaga. Der mehrfarbige Sternenhintergrund vermittelte ein bis dahin unbekanntes, räumliches Bild. Galaga forderte seinen Spieler heraus, eine Anzahl von verschiedenen Weltrauminsekten, die aus verschiedenen Richtungen anflogen, zu eliminieren. Dabei waren die Kürze der einzelnen Levels und die Möglichkeit, durch ein entführtes und anschließend zurückgewonnenes Raumschiff die Feuerkapazität zu verdoppeln, sicherlich mit ein Grund, warum dieses Videospiel niemals langweilig wurde und immer wieder aufs Neue begeisterte.
Namco war der erste Hersteller, der ein Mehrspieler-Arcade-Spiel mit zwei Kabinen auf den Markt brachte: Final Lap erschien 1987. Dieses Spiel erlaubte es bis zu acht Spielern, gegeneinander zu spielen, wenn vier Zwei-Spieler-Kabinen in einem einfachen Netzwerk verlinkt wurden. Um 1988 überschritt das Namcos Kapital 5,5 Milliarden Yen. 1988 erschien ein weiteres Rennspiel namens Winning Run; im selben Jahr zeigte sich die Erfahrung der Firma mit Autofahrsimulationen mit der Entwicklung des Eunos Roadster Driving Simulator, einem Joint-Venture mit der Mazda Motor Corporation, gefolgt von einer Lernsoftware über Verkehrssicherheit, entwickelt mit Mitsubishi.
In den 1990ern begann Namco mit dem direkten Verkauf münzbasierender Arcade-Automaten in den Vereinigten Staaten über die Tochterfirma Namco America und dehnte den Markt auf Europa aus mit der Gründung von Namco Europe, Ltd. in London. Sennichimae Plabo wurde in Osaka eröffnet und bot ein neues Konzept breitgefächerter Arcade-Unterhaltung, und Namco Wonder Eggs, ein Themenpark, wurde in Tokio eröffnet. Zusätzliche Freizeitparks wurden eröffnet, darunter Namco Wonder Park Sagamihara und Namco Wonder City.
1993 vereinigte Namco sein US-Arcade-Unternehmen, Namco Operations, Inc., mit dem neu erworbenen Aladdin’s Castle, Inc., um Namco Cybertainment, Incorporated zu gründen, was die Firma zur größten Arcade-Gesellschaft der Welt machte. In den folgenden Jahren kaufte Namco Cybertainment, Inc. (NCI) weitere Arcade-Unternehmen auf, was die Position weiter stärkte. NCI stellt heute Arcade-Automaten unter den Namen Time Out, CyberStation, Aladdin's Castle, Diamond Jim's, Space Port, und Pocket Change her.
Außerdem erschien 1993 „Ridge Racer“, ein Fahrsimulationsspiel, in den Spielhallen, und bot 3D-Grafik; das Spiel erschien später für die Sony Playstation. Ein anderes sehr berühmtes Spiel ist das Beat ’em up „Tekken“, welches 1994 erschien und ebenfalls bald auf die Playstation portiert wurde. Tochterfirmen in Deutschland, Frankreich, Spanien und Israel wurden gegründet, und bald begann man auch dort mit der Entwicklung von Arcade-Spielen.
Im Frühjahr 2005 kündigten Namco und Bandai eine Zusammenlegung ihres operativen Geschäftes an, die am 29. September desselben Jahres in der Gründung der Namco Bandai Holdings mündete. Am 31. März 2006 ging die Spielesparte von Bandai in Namco auf und führte zur Gründung der Namco Bandai Games.

### „Neues“ Namco (2006–)
Gleichzeitig wurden die Geschäftsbereiche Amusement (Arcade-Automaten, Food Theme Parks, Internet-Shops) und Shinki Kaihatsu Jigyō des früheren Namcos, wie der Rehabilitainment-Bereich – ein Kofferwort aus Rehabilitation und Entertainment – in eine neue Tochtergesellschaft der Bandai Namco Holdings überführt, die den Namen Namco übernahm.

## Bekannte Spiele (Auswahl)

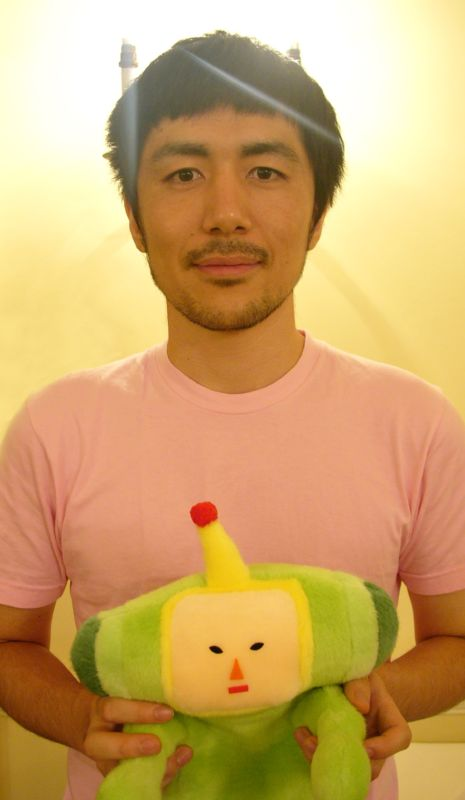
Namco-Entwickler Keita Takahashi mit einer Figur aus Katamari Damacy

- Ace Combat
- Bosconian
- Dig Dug
- Final Lap
- Galaga
- Galaxian
- Katamari Damacy
- Klonoa
- Mappy
- Mirai Ninja
- Pac-Man
- Point Blank
- Pole Position 1 und 2
- Rally-X
- Ridge Racer
- Soul Blade
- Soul Calibur
- Taiko no Tatsujin
- Tales of …
- Tekken
- Time Crisis
- Xenosaga
- Dragon Valor